# Sten Larson
Sten Erik Larson, född 18 augusti 1914 i Uppsala, död 14 augusti 1999 i Stockholm, var en svensk jurist och ämbetsman.
Efter studentexamen 1933 blev han filosofie kandidat 1935 och juris kandidat 1938, varefter han studerade vid Paris universitet 1938–1939. Han blev amanuens och notarie för Socialstyrelsen 1939, sekreterare i utlänningskommissionen 1944, sekreterare och sektionschef HIK 1948, sekreterare vid den permanenta svenska delegationen hos ECE i Genève 1951, vid handelsdepartementet 1952 och blev extra ordinarie byråchef hos statens jordbruksnämnd 1953.
Han konsulterades som ombud och sakkunnig i handelsförhandlingar och sammanträden med internationella organisationer bland annat i handelspolitiska frågor. Han var riddare av Polonia Restituta.
Sten Larson var från 1940 gift med filosofie kandidaten Brita Heyman (1917–2013), dotter till bibliotekarien Harald Heyman och Stina, ogift von Unge. De fick sönerna Leif (1943–2014), Lars 1945 och Bo 1949.
Han är begraven i familjegrav på Uppsala gamla kyrkogård, där även föräldrarna stadskassören Erik Gustaf Larson, ursprungligen Larsson (1877–1948) och Ellen, ogift Larson (1880–1963), vilar.

## Utmärkelser
- Riddare av Nordstjärneorden, 1958.[4]
- Kommendör av Nordstjärneorden, 18 november 1971.[5]